# جو نگوس
جوزف دی. نگوس (‎/nəˈɡuːs/‎ nə-GOOSE ; متولد ۱۳ مه ۱۹۸۴) یک وکیل و سیاستمدار آمریکایی است که از سال ۲۰۱۹ به عنوان نماینده ایالات متحده برای منطقه دوم کنگره کلرادو خدمت می‌کند. این ناحیه در بولدر واقع شده است و بسیاری از حومه‌های شمال غربی دنور و همچنین فورت کالینز را در بر می‌گیرد. او که یکی از اعضای حزب دموکرات بود، از سال ۲۰۰۸ تا ۲۰۱۵ نایب السلطنه دانشگاه کلرادو بود نگوسه از سال ۲۰۲۴ به عنوان دستیار رهبر دموکرات مجلس نمایندگان خدمت کرده است.
والدین نگوس از اریتره به ایالات متحده مهاجرت کردند. آنها زمانی که در بیکرزفیلد، کالیفرنیا زندگی می‌کردند، ملاقات کردند، جایی که آنها ازدواج کردند و جو و خواهر کوچکترش داشتند. هنگامی که او شش ساله بود، خانواده به کلرادو نقل مکان کردند. پس از زندگی در آرورا، لیتلتون، و هایلندز رنچ، خانواده در بولدر ساکن شدند.